# Шаренград (тврђава)
Ако тражите тврђаву у Србији, погледајте Шарен Град.
Шаренград (новији назив) или Атија (лат. castellum Athya) (старији назив) је тврђава недалеко од истоименог села на обали Дунава у Славонији. Током векова припадао је мађарским феудалцима. Данас има остатака једне куле и дела бедема.
Тврђаву је саградио витез и мачвански бан Иван Моровић у 15. веку, око 1390. године. Тврђава је неправилног полигоналног облика са великом Донжон кула, како је било и уобичајено у доба касне готике. Остаци гипса у стамбеним просторијама, као и велики стилски одрађени прозори указују на то да није кориштен само као тврђава, већ и као комфоран стамбени објекат. Око 1420. године у близини тврђаве бан Иван Моровић је уз допуштење папе Иноћентијa VII изградио фрањевачки самостан где су се убрзо доселили фрањевци из провинције Босне сребрене. Уз самостан и тврђаву се убрзо развило и насеље (Опидум) које се помиње већ 1481. године
Шаренград је попут целог низа тврђава на Дунаву пао у руке Ибрахим-паше на лето 1526. године, јер након Мохачке битке није било војске која би га бранила. Под турском владавином је био све до 1688. године када га заузима аустријска војска.
Тек се напуштањем тврђаве 1736. године први пут јавља име Шаренград, усместо старог имена Воћин које престаје да се користи.